# سه‌گوش‌سری
سه‌گوش‌سَری (انگلیسی: Trigonocephaly) یک وضعیت مادرزادی جوش خوردن زودرس درز پیشانی است که منجر به پیشانی مثلثی می‌شود. ادغام دو استخوان پیشانی منجر به محدودیت رشد عرضی و گسترش موازی رشد می‌شود. سه‌گوش‌سری ممکن است به صورت سندرمی، همراه با سایر ناهنجاری‌ها، یا منزوی رخ دهد.